# Carolina Miranda

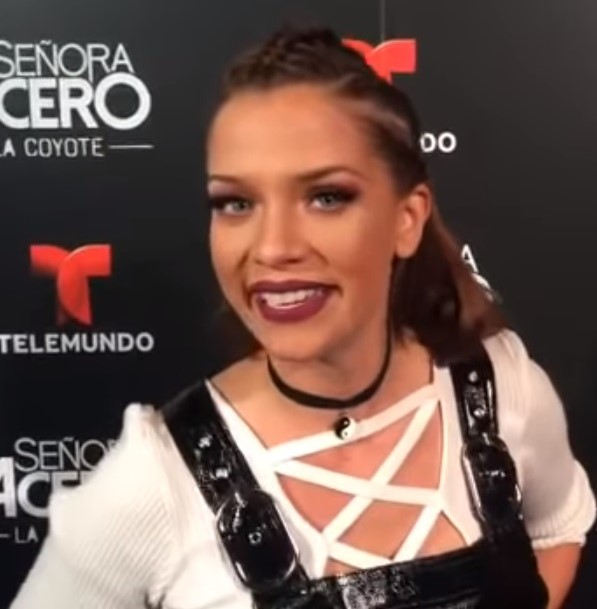
Carolina Miranda, 2017

Carolina Miranda Olvera (* 25. Juni 1990 in Irapuato) ist eine mexikanische Schauspielerin. Bekannt wurde sie durch ihre Rollen als Vicenta Acero in der Telemundo-Serie Señora Acero und als Elisa Lazcano in der Netflix-Serie Wer hat Sara ermordet?

## Karriere
Im Jahr 2012 gab sie ihr Debüt in Telenovelas, indem sie in „Los Rey“ die jugendliche Hauptrolle „Fina“ spielte. 2014 wirkte sie in Las Bravo als jugendliche Protagonistin mit und spielte Carmen Bravo.
Im Jahr 2015 nahm sie an der Reality-Show „La Isla“ und an Vicente Leñeros „La visita del Ángel“ unter der Regie von Raul Quintanilla teil. 2016 war sie die Hauptfigur der dritten Staffel von „Señora Acero“ und spielte Vicenta Acero „La Coyote“, die ihre Karriere in den Vereinigten Staaten mit drei weiteren Staffeln in den Jahren 2017 und 2018 fortsetzte.
Im Jahr 2019 war sie der Star von „Claramente“. Im Jahr 2021 debütierte sie in neuen Folgen von Claramente und trat auf der Netflix-Plattform als Elisa in der Serie Wer hat Sara ermordet? auf. (¿Quién mató a Sara?), die am 24. März ausgestrahlt wurde. Ebenfalls im Jahr 2021 spielte sie in der Telemundo-Serie Malverde – el Santo Patrón die Rolle der Isabel Aguilar.

## Filmografie
- 2012: Los Rey
- 2014: Las Bravo
- 2016: Un día cualquiera (Irgendein Tag)
- 2016–2019: Señora Acero, La Coyote
- 2018: Heredadas
- 2019: Dani Who?[4]
- 2019: Claramente[5]
- 2021–2022: Malverde – El Santo Patrón
- 2021–2022: Wer hat Sara ermordet? (¿Quién Mató a Sara?)[6][7]
- seit 2022: La Mujer del Diablo
- 2023: Infelices para Siempre
- 2023–2025: Perfil falso
- 2023: Tierra de esperanza

## Auszeichnungen und Anerkennungen
- Palme d’Or
- Goldenes Mikrofon für die beste Schauspielerin